# احمد بن یوسف
احمد بن یوسف (عربی: يوسف بن ابراهيم الصدَيق البغدادي؛ ۰۸۳۵ – ۰۹۱۲) یک ریاضی‌دان، ستاره‌شناس، و پزشک بود.پدر احمد بن یوسف، یوسف بن ابراهیم نیز ریاضیدان بود. یوسف بن ابراهیم در بغداد زندگی می کرد اما در حدود سال 839 به دمشق نقل مکان کرد. پس از اندکی او دوباره نقل مکان کرد ، پسرش احمد را با خود برد و برای زندگی در قاهره رفت. اگرچه ما در مورد تاریخ تولد احمد اطمینان چندانی نداریم ، اما اعتقاد بر این است که قبل از انتقال خانواده در دمشق بوده است. باز هم مشخص نیست که دقیقاً چه زمانی خانواده دوباره به قاهره نقل مکان کرده اند اما چون احمد به "المصری" به معنای "مصری" معروف شد ، به احتمال زیاد او از سن جوانی در قاهره زندگی می کرد. شایان ذکر است که در مورد یوسف بن ابراهیم ، پدر احمد ، اطلاعات بسیار کمی وجود دارد ، لذا دانشمندان برای تصمیم گیری در مورد اینکه متن هایی  توسط پدر ، پدر یا  پسر ، یا شاید به دلیل کار مشترک این دو ، نوشته شده اند ، مشکل داشته اند. یوسف بن ابراهیم  عضوی گروهی از محققان بوده است و این باید فضای فکری قوی احمد بن یوسف را فراهم کرده باشد. احمد بن یوسف متونی در مورد پزشکی ، و همچنین  نجوم نوشته است.